# Arvid August Afzelius
Arvid August Afzelius (8. října 1785, vesnice Fjällåkra, Västergötland – 2. září 1871, Enköping) byl švédský pastor, sběratel folklóru, historik, muzikolog, básník a překladatel, představitel švédského romantismu.

## Život
Narodil se v rodině faráře ve Falköpingu. Studoval na univerzitě v Uppsale, studium ukončil roku 1809. V roce 1810 nastoupil jako učitel na zednářské dětské škole ve Stockholmu a na soukromé střední škole založené jeho bratrem. Roku 1811 byl vysvěcen na kněze a v tom samém roce se stal členem Gótského spolku. Roku 1812 se stal mimořádným dvorním kazatelem. Od roku 1821 až do své smrti byl farářem v Enköpingu. V roce 1852 se stal smluvním proboštem v Åsundské smlouvě v uppsalské diecézi. Byl třikrát ženat, měl celkem 17 dětí, jedenáct z nich ho přežilo. Zemřel v Enköpingu a je pohřben na místním hřbitově.

## Dílo
Afzelius byl jedním z prvních a ve své době také předním sběratelem švédských lidových písní. Sám psal také balady a romance, z nichž Näcken (Hluboko v moři na démantové desce) a Alundavisan se tak rozšířily, že byly vnímány jako lidové písně. Skládal také hymny a žalmy a byl jedním z přispěvatelů do nového Švédského kancionálu (Den svenska psalmboken) z roku 1819. Publikoval také dějiny Švédska až do doby Karla XII.
Z islandštiny přeložil Ságu o Hervaře, Védminu věštbu, Píseň slunce a Sæmundovu Poetickou Eddu. Překlady byla kritizovány za nepřesnosti, ale jejich jazyk byl považován za záslužný.

## Výběrová bibliografie

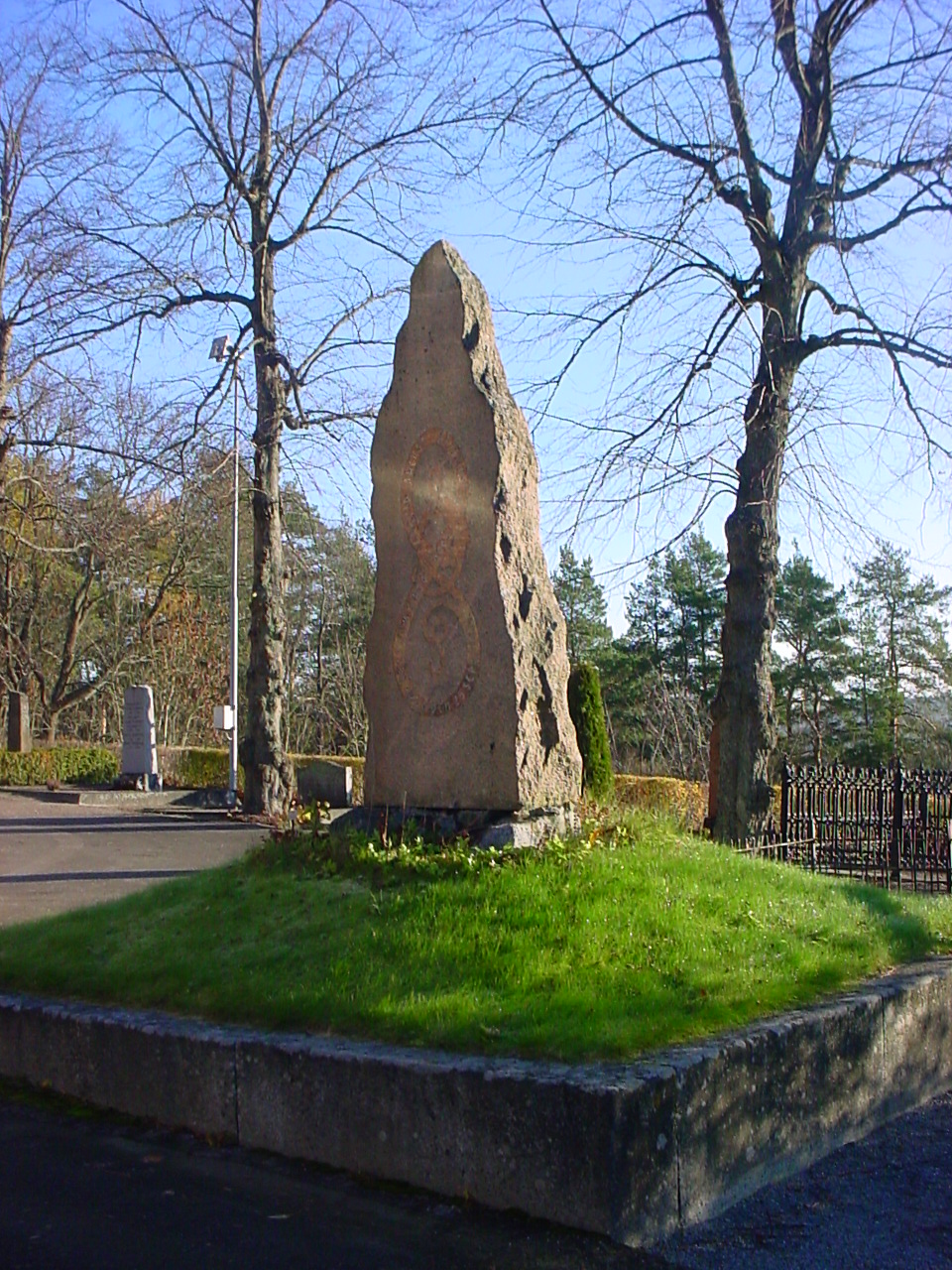
Afzeliův hrob v Enköpingu

- Traditions af Swenska Folk-Dansar (1814–1815, Tradiční švédské lidové tance), sbírka melodií švédské lidové hudby vydaná ve čtyřech svazích společně s Olofem Åhlströmem, který vytvořil hudební aranžmá.
- Svenska folk-visor från forntiden (1814–1817, Švédské lidové písně z dávných dob), třídílná sbírka švédských lidových písní vydaná společně Erikem Gustafem Geijerem.
- Swenska folkets sago-häfder, eller Fäderneslandets historia, sådan hon lefwat och till en del ännu lefwer i sägner, folksånger och andra minnesmärken (1839–1870, Knihy příběhů švédského lidu aneb dějiny vlasti, jak žila a do jisté míry stále žije v legendách, lidových písních a jiných památkách), dějiny Švédska až do Karla XII., jedenáct svazků.
- Afsked af svenska folksharpan: med bidrag till svenska folksångernas historia (1848, Pozdrav švédské lidové harfě: s  příspěvky k historii švédských lidových písní), nová sbírka lidových písní a vlastních písní ve formě lidové písně.
- Lidandets väkter: andeligt skaldestycke (1850, Strážci utrpení: duchovní básnická skladba), dílo obdrželo menší cenu Švédské akademie.
- Minnen (1901, Paměti), vydáno posmrtně jednou z jeho dcer.

## Překlady

### Překlady z islandštiny
- 1811 – Hervarasaga (Sága o Hervaře), mytická staroseverská sága.
- 1812 – Völuspá (Vědmina věštba), skladba o stvoření a zániku světa poprvé publikovaná v časopise Gótského spolku Iduna č. 3.
- 1813 – Sólar ljóð (Píseň slunce), staroseverská báseň napsaná stylem Poetické Eddy, ale s obsahem křesťanských vizionářských básní, poprvé publikována v časopise Gótského spolku Iduna č. 4.
- 1818 – Edda Sæmundar, překlad tzv. Poetické Eddy společně s Rasmusem Christianem Raskem.

### Překlad z angličtiny
- 1830 – George Gordon Byron: Parisina.